# Râul Dumbrava, Brețcu
Râul Dumbrava este un curs de apă, afluent al râului Brețcu. 